# Kopalna kad
Bánja ali kopálna kàd je velika in podolgovata posoda za kopanje.
Navadno stoji v kopalnici, zlasti v zadnjem času jo v mnogih gospodinjstvih nadomešča tuš kabina, ki je pokončna in zavzame manj prostora.